# Olga Samulenkova
Olga Vladímirovna Samulenkova –en ruso, Ольга Владимировна Самуленкова– (Leningrado, URSS, 30 de junio de 1978) es una deportista rusa que compitió en remo.
Ganó dos medallas de bronce en el Campeonato Mundial de Remo, en los años 1999 y 2005, y una medalla de plata en el Campeonato Europeo de Remo de 2008. Adicionalmente, obtuvo una medalla de oro en el Mundial de 2006, en la prueba de cuatro scull, que perdió por dopaje.

## Palmarés internacional
| Campeonato Mundial | Campeonato Mundial      | Campeonato Mundial | Campeonato Mundial |
| Año                | Lugar                   | Medalla            | Prueba             |
| ------------------ | ----------------------- | ------------------ | ------------------ |
| 1999               | St. Catharines (Canadá) | Medalla de bronce  | Cuatro scull       |
| 2005               | Kaizu (Japón)           | Medalla de bronce  | Cuatro scull       |
| 2006               | Eton (Reino Unido)      | DSC                | Cuatro scull       |
| Campeonato Europeo |                         |                    |                    |
| Año                | Lugar                   | Medalla            | Prueba             |
| 2008               | Maratón (Grecia)        | Medalla de plata   | Cuatro scull       |